# Benedikt XIV. (vzdoropapež)
 Benedikt XIV. bylo jméno použité dvěma vzdoropapeži v 15. století. 

## Bernard Garnier
První, Bernard Garnier, byl zvolen vzdoropapežem roku 1424 a zemřel roku 1429. Prohlašoval se za nástupce vzdoropapeže Benedikta XIII., který vládl za "velkého schizmatu" a den před svou smrtí na španělském hradě Peñíscola jmenoval čtyři kardinály. Tři z nich po jeho smrti zvolili papežem Klementa VIII. , nicméně poslední kardinál Jean Carrier prohlásil tuto volbu za neplatnou, protože na ní nebyl přítomen, a sám zvolil papežem (resp. vzdoropapeže vzdoropapeže) svého kostelníka Bernarda Garniera. Ten vykonával svůj úřad tajně, jako "skrytý papež" a z listu hraběte z Armagnacu Janě z Arku plyne, že pouze Jean Carrier znal místo jeho pobytu. Garnier jmenoval další čtyři kardinály, z nichž pouze u jednoho známe jeho jméno Jean Farald.

## Jean Carrier
Po smrti Garniera roku 1429 nebo 1430 jeho kardinálové zvolili papežem Jeana Carriera, který opět přijal jméno Benedikt XIV. Nicméně, byl roku 1433 zajat Klementem VIII. a svůj úřad vykonával v jeho zajetí na hradě Foix až do roku 1437, kdy zřejmě zemřel či rezignoval.
Oba dva neměli valnou podporu v církvi a jsou zajímaví tím, že Jean Raspail ve svém románu "L'Anneau du pêcheur" konstruuje linii jejich tajných nástupců.